# Ovula ovum
Ovula ovum is een slakkensoort uit de familie Ovulidae. De wetenschappelijke naam werd in 1758 gepubliceerd door Carl Linnaeus in de tiende editie van Systema naturae.